# Reform (Magdeburg)
Reform ist ein im Südwesten gelegener Stadtteil der Landeshauptstadt von Sachsen-Anhalt, Magdeburg. Er umfasst eine Fläche von 3,1913 km² und seine Einwohnerzahl beträgt 11.725 (Stand 31. Dezember 2021).

## Geografie
Der Stadtteil wird im Norden von der Brenneckestraße, im Osten von der Leipziger Chaussee/Leipziger Straße, im Süden von der Salbker Chaussee und im Westen vom Magdeburger Ring/B 71 begrenzt. Benachbarte Stadtteile sind Hopfengarten (Osten), Beyendorfer Grund (Süden), Ottersleben {Siedlung Benneckenbeck} (Südwesten), Lemsdorf (Westen) und das Gelände des Universitätsklinikums der Otto-von-Guericke-Universität (Norden). Reform gliedert sich in die Siedlungsgebiete Gartenstadt Reform, Neubaugebiet, Karl-Liebknecht-Siedlung (ABC-Siedlung) und Planetensiedlung. Das Stadtteilgebiet steigt von 57 Metern im Nordwesten bis auf 78 Meter im Südosten an. Im Südwesten wird Reform von zwei kleinen Fließgewässern, „Großer Wiesengraben“ und dem Eulegraben, durchflossen. Der „Kleine Wiesengraben“ fließt vom Stadtteil Ottersleben kommend, im angrenzenden Stadtteil Beyendorfer Grund in den „Großen Wiesengraben“ rein. „Am Busch“ fließen Eulegraben und „Großer Wiesengraben“ zusammen. Hier befindet sich mit dem Benneckenbecker Steinbruch auch ein kleiner Teich. Dieses Gebiet ist ein Geschütztes Biotop.

## Infrastruktur
Der Stadtteil Reform ist ein reines Wohngebiet, das mit mehreren Straßenbahn- und Buslinien an das Magdeburger Nahverkehrsnetz angebunden ist. Über die Schnellstraße Magdeburger Ring, die einen Teil der Bundesstraße 71 darstellt und über drei Abfahrten zum Stadtteil verfügt, sind schnelle PKW - Verbindungen in den Norden und Süden der Region möglich.
Im Einkaufszentrum „Bördepark“ am Südwestrand des Stadtteils und entlang der Kosmos-Promenade sind zahlreiche Versorgungs- und Dienstleistungseinrichtungen angesiedelt. Im Nordosten befindet sich das Freibad Süd, in der Planetensiedlung die katholische St.-Adalbert-Kirche.
Die im Stadtteil vorhandenen Kulturdenkmale sind im örtlichen Denkmalverzeichnis aufgeführt.

## Geschichte

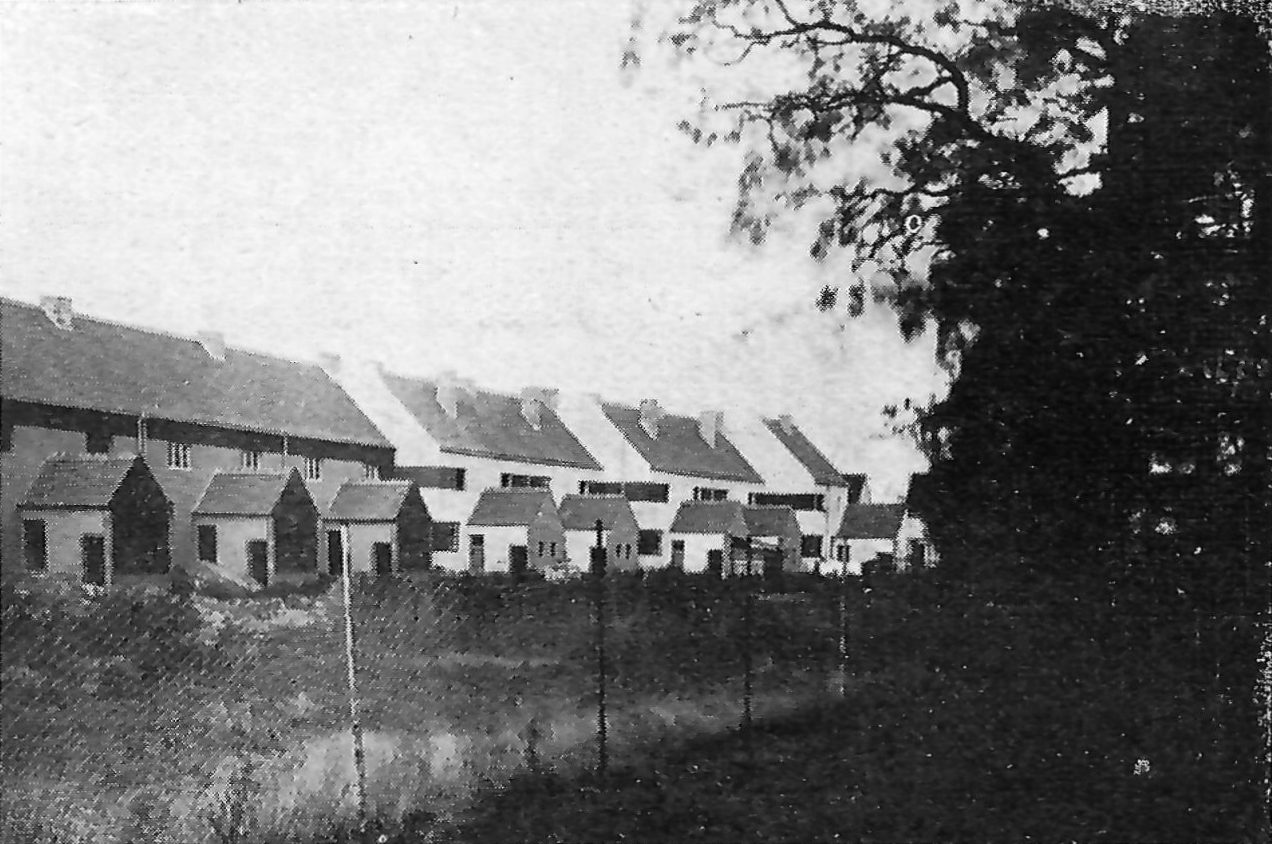
Gartenstadt Reform in den 1920er Jahren

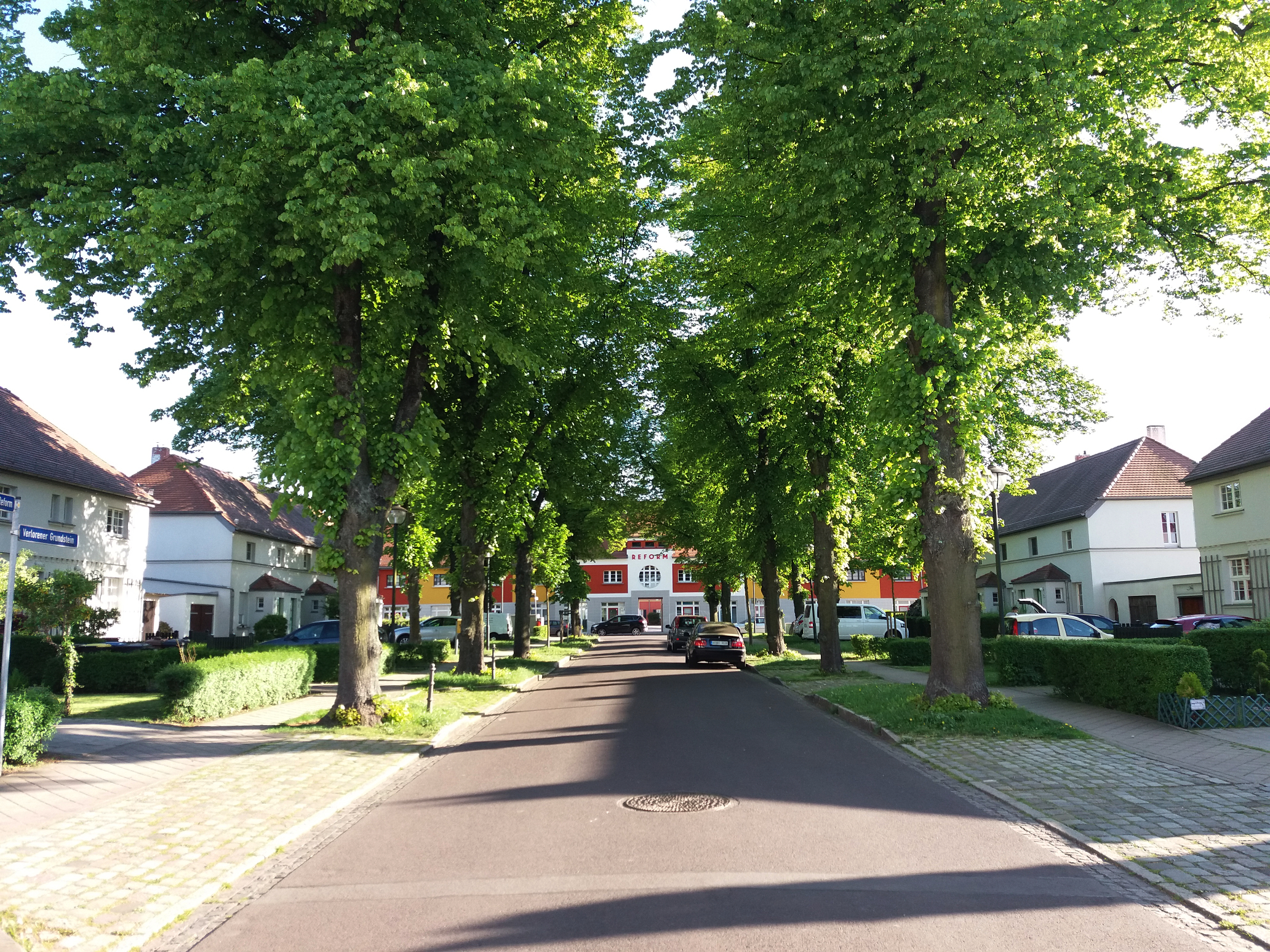
Gartenstadt Reform

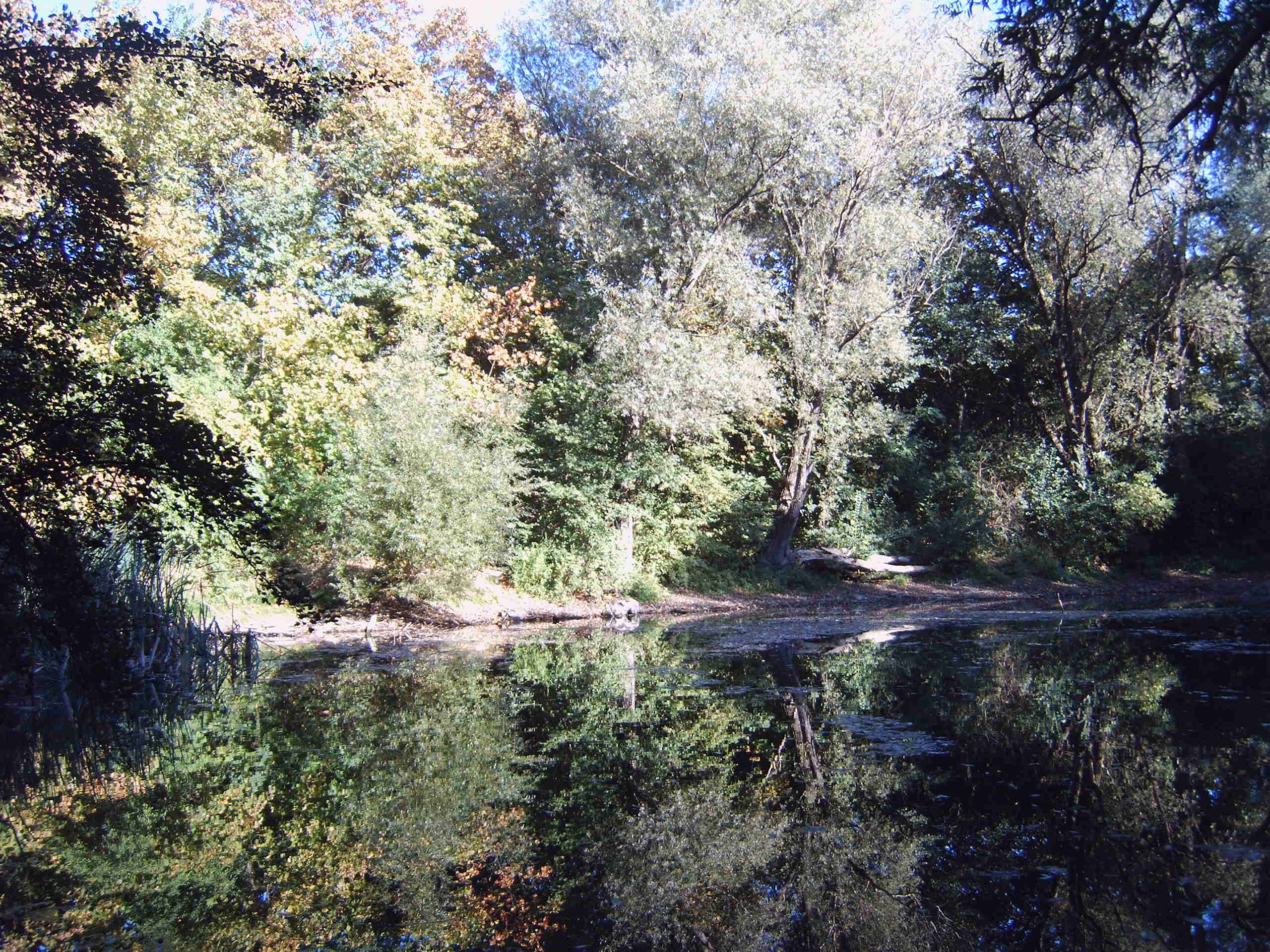
Benneckenbecker Steinbruch

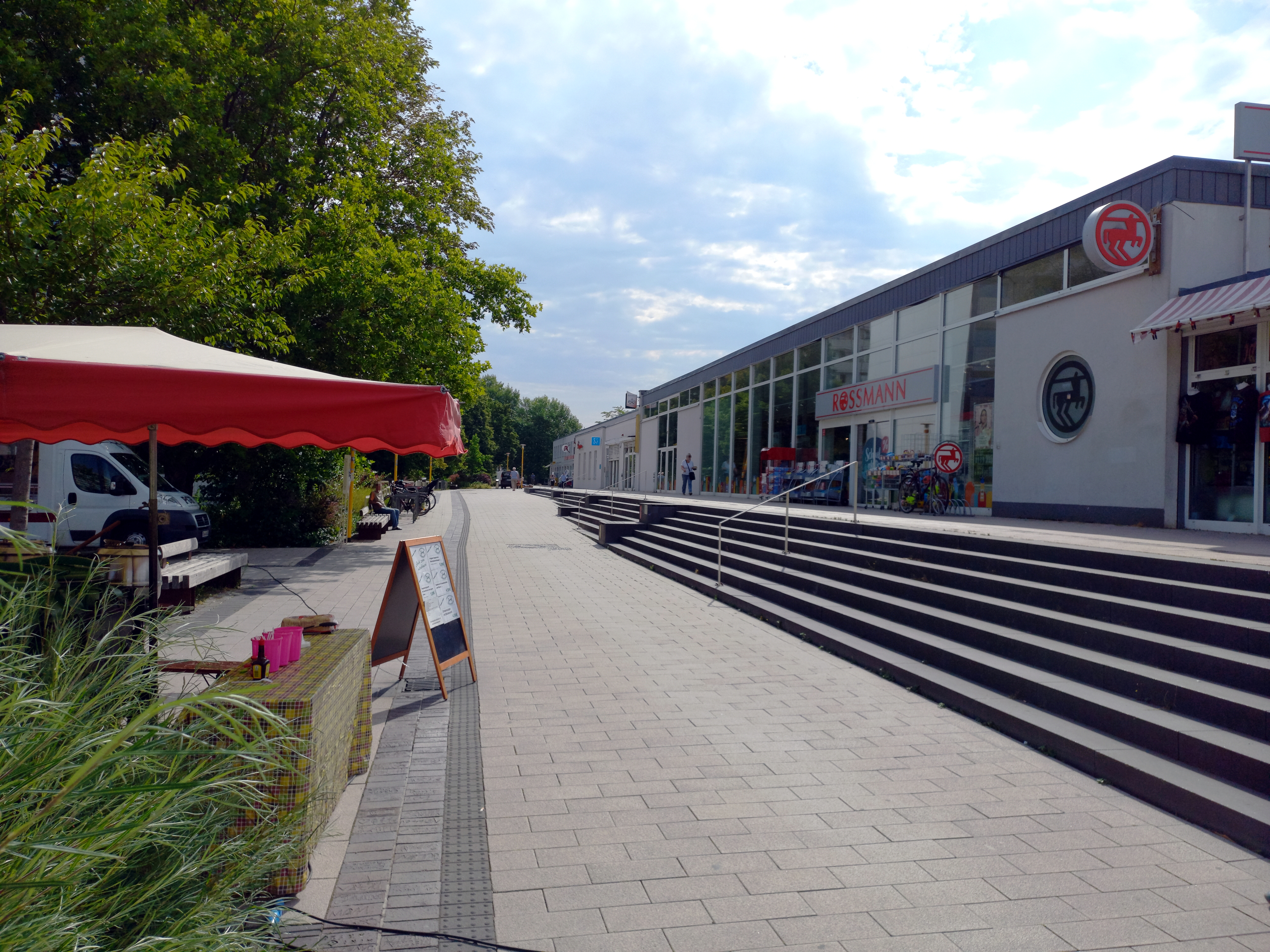
Ein Teil der Kosmos-Promenade, welche auch als Marktplatz genutzt wird

Das gesamte Gebiet des heutigen Stadtteils wurde noch bis zum Beginn des 20. Jahrhunderts als guter Bördeboden landwirtschaftlich genutzt. Den Beginn der Bebauung verdankt das Gebiet der aufstrebenden Industrialisierung Magdeburgs. Das Friedrich Krupp AG Grusonwerk benötigte Wohnraum für seine leitenden Mitarbeiter und fand ihn im Nordosten des heutigen Stadtteils in unmittelbarer Nähe der stillgelegten Festungsanlage Fort II. Dort entstanden zwischen 1910 und 1922 in den heute so bezeichneten Straßen Louis-Braille-Straße, Paracelsusstraße und Paul-Schreiber-Straße unter der Regie des 1909 gegründeten „Bauverein der Grusonwerk-Beamten“ Wohnungen mit gehobenen Standard. Es wurden Doppelhäuser in unterschiedlicher Architektur errichtet, die nur jeweils einen Mittel- oder Seitenrisalit als Gemeinsamkeit aufweisen.
Als zu Beginn des 20. Jahrhunderts die Idee der Gartenstadt auch in Deutschland Anhänger fand, gründeten 19 Arbeiter des Grusonwerkes 1909 die Genossenschaft „Gartenstadt-Kolonie Reform“. Westlich der Beamtensiedlung entstanden ab 1911 auf der Gemarkung „Verlorener Grundstein“ nach Plänen des Magdeburger Architekten Glimm die ersten vier Häuser. Ab 1912 übernahmen die Architekten Bruno Taut und Franz Hoffmann die Planung der Siedlung, die vorwiegend mit Reihenhäusern in nordsüdlich ausgerichteten Straßenzügen bebaut wurden. Als architektonisches Gestaltungsmerkmal diente das Versetzen einzelner Baublöcke und eine starke Farbgebung, die später als Markenzeichen Tautscher Architektur in die deutsche Baugeschichte einging. Die letzten Bauten der Gartenstadt wurden 1930 fertiggestellt.
Bis zum Zweiten Weltkrieg entstanden an der Leipziger Straße einige dreigeschossige Mietshäuser und nahe der südlich verlaufenden Salbker Chaussee die so genannte „Planetensiedlung“. Zwischen 1939 und 1941 wurde an der westlichen Peripherie eine Kleingartenanlage mit 300 Parzellen angelegt. Wiederum als Arbeitersiedlung baute die „Arbeiter-Wohnungsbau-Genossenschaft“ des Karl-Liebknecht-Werkes zwischen 1955 und 1956 südlich der Planetensiedlung eine zweigeschossige Reihensiedlung mit etwa 360 Wohnungen. Da die Straßen nur mit Buchstaben bezeichnet wurden, ist die Siedlung neben ihrem offiziellen Namen „Karl-Liebknecht-Siedlung“ auch als „ABC-Siedlung“ bekannt.
Zwischen der Nord- und der Südbebauung wurde bis 1971 auf 60 Hektar der „Hundertmorgenbreite“ Landwirtschaft betrieben. 1972 wurde mit dem Wohngebiet Neu-Reform begonnen, das 1974 mit 5000 Wohnungen in fünf- bis zehngeschossigen Plattenbauten fertiggestellt war. Nach 1990 wurde die Planetensiedlung um weitere Eigenheimbauten erweitert und das Einkaufszentrum „Bördepark“ eröffnet.
Ab dem Jahr 2004 wurden einige Neubaublöcke in Neu-Reform entfernt und andere 5-geschossige Blöcke in 2–3-Geschosser mit Dachterrassen etc. umgebaut.

## Persönlichkeiten
- Carl Krayl (1890–1947), Architekt, lebte hier ab 1921 im Bunten Weg Nr. 3. Die Wohnung war von ihm expressionistisch gestaltet und mit selbst entworfenen Möbeln versehen.

## Sportvereine
Im Stadtteil Reform sind verschiedene Sportvereine (z. B. WSG Magdeburg-Reform, HSV Medizin Magdeburg, SG Messtron Magdeburg)  ansässig, die den Bewohnern, aber auch Sportlern aus anderen Teilen der Stadt und Umgebung, die Möglichkeit zur aktiven Freizeitgestaltung bieten. Das Angebot der Sportvereine umfasst neben den klassischen Sportarten (u. a. Fußball, Volleyball) auch einige weniger verbreitete (u. a. JazzDance, Seniorensport).